# Eduard Stritt

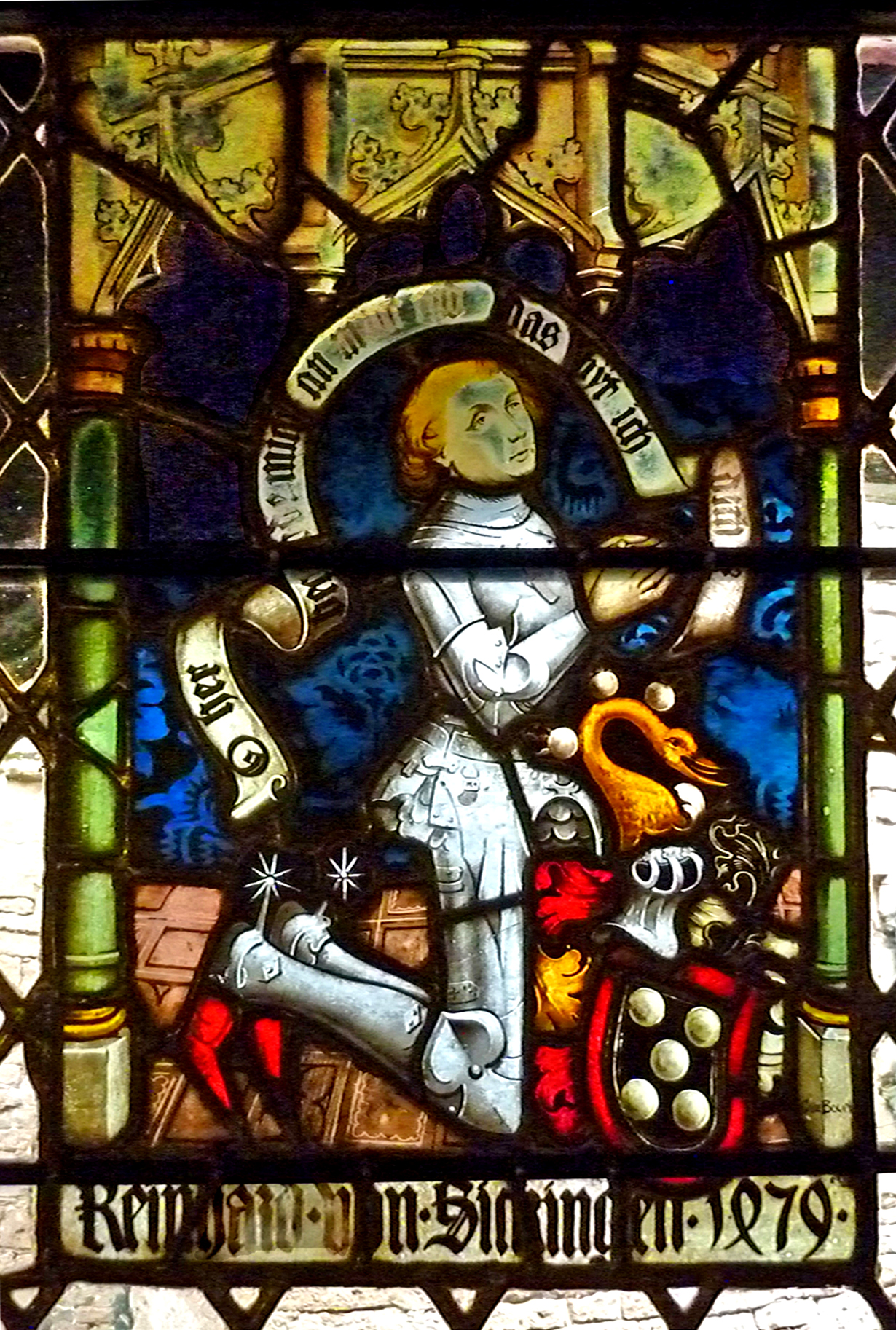
Bleiglasfenster von Eduard Stritt mit der Darstellung von Reinhard I. von Sickingen auf der Hohkönigsburg

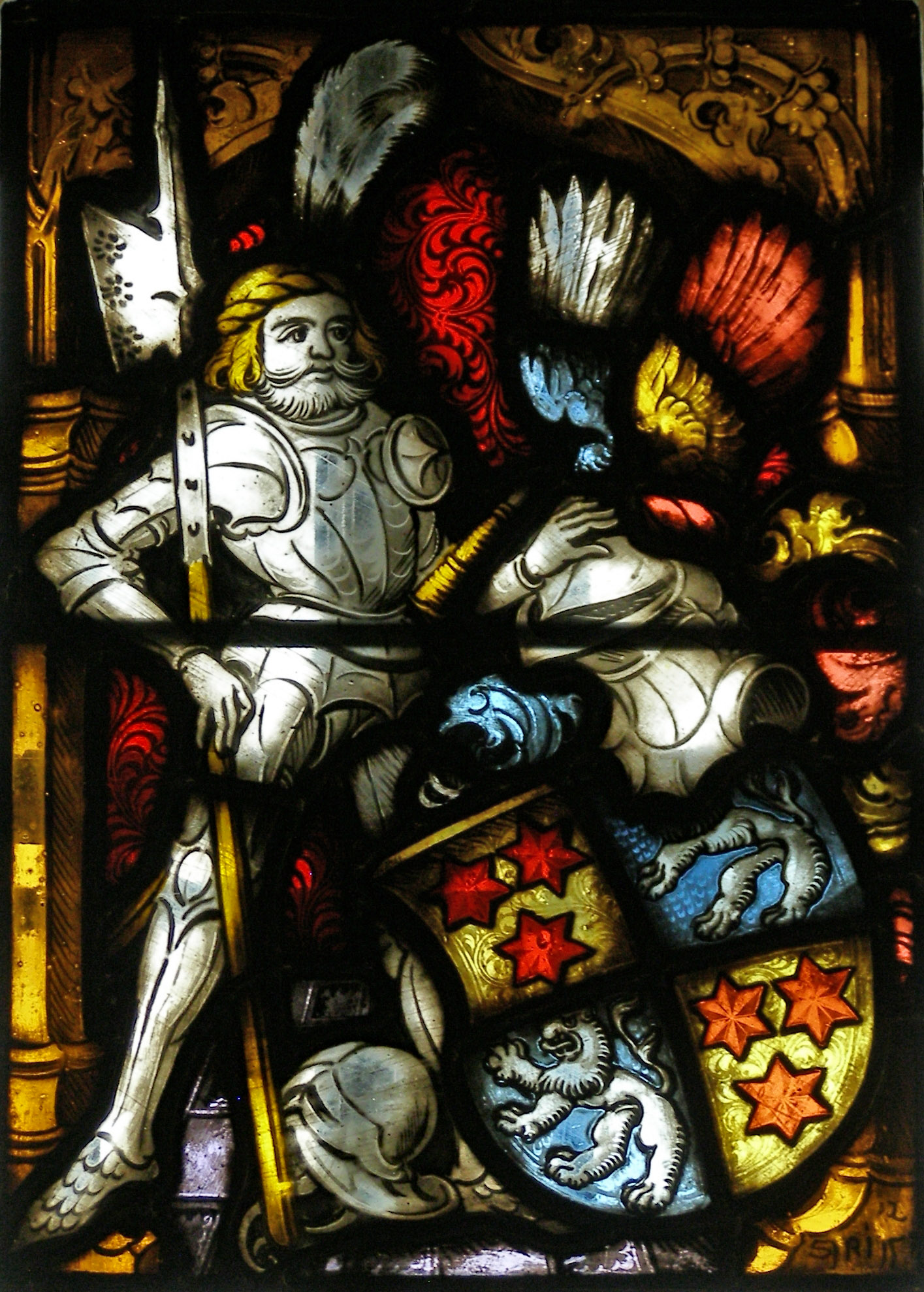
Bleiglasfenster von Eduard Stritt mit dem Wappen der Familie Gütschow auf der Burg Tzschocha

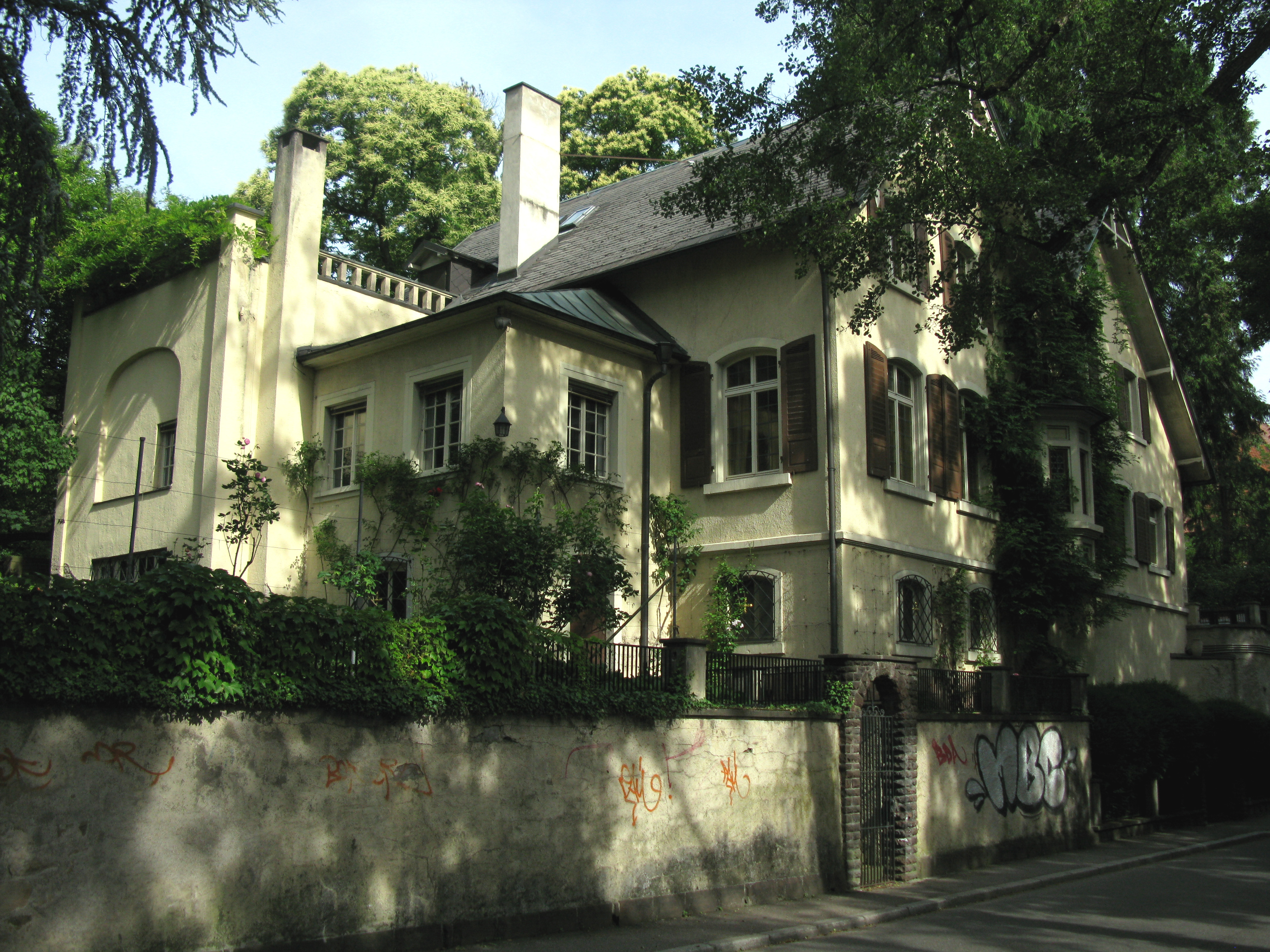
Haus von Eduard Stritt in der Mercystraße 2 in Freiburg (2012)

Eduard Stritt (* 7. März 1870 in Grafenhausen, Schwarzwald; † 8. Februar 1937 in Freiburg im Breisgau) war ein deutscher Glasmaler.

## Leben und Werk
Eduard Stritt absolvierte zunächst eine Lehre im Glasmalereiatelier Schell & Vittali in Offenburg und besuchte dann die Kunstgewerbeschule in Karlsruhe. Anschließend setzte er seine Ausbildung in München fort, wo er u. a. in der Glasmalereiwerkstatt von Karl de Bouché arbeitete. Er war dann in Offenburg tätig, hier entwarf er etwa 1898 die Fassadenbemalung für die Hirsch-Apotheke am Fischmarkt. 1903 ließ er sich in Freiburg nieder und hatte mit seiner Frau Hedwig, geb. Schmid (* 1887) sein Wohnhaus und seine Werkstatt in der Mercystraße 2 am Fuß des Lorettobergs. In dieses Haus zog 1938 der Schriftsteller Reinhold Schneider.
Stritts Wettbewerbsentwürfe für die Hohkönigsburg im Elsass fanden bei dem mit der Wiederherstellung betrauten Architekten Bodo Ebhardt (1865–1945) so großes Gefallen, dass Stritt mit der Ausführung nahezu sämtlicher Fenster der Burg im neugotischen Stil betraut wurde. Für diese Arbeiten erhielt er den Titel eines königlich preußischen Hofmalers. Auch an weiteren Projekten von Bodo Ebhardt wirkte er mit, so schuf er etwa die Fenster für die Burgkapelle der von diesem wiederhergestellten Veste Coburg. Für den 1909 bis 1914 von Ebhardt durchgeführten Umbau der Burg Tzschocha in Niederschlesien schuf er im Auftrag von Ernst Gütschow mehrere Fenster.
Für die 1906 bis 1909 im neuromanischen Stil erbaute Pfarrkirche St. Johannes Baptista in Forchheim schuf er die Seitenschifffenster, die die Prophetenfenster im Augsburger Dom in Erinnerung rufen. 1912 schuf er die Langhausfenster für die Kirche in Herdwangen.
Im September 1918 fand eine Ausstellung seiner Arbeiten im Kunstverein München statt.
Zu den Arbeiten von Eduard Stritt zählen auch die Fenster der Synagoge der 1919 eröffneten landwirtschaftlichen Lehranstalt für auswanderungswillige deutsche Juden auf dem Markenhof in Kirchzarten-Burg, die er nach Entwürfen des Künstlers Friedrich Adler (1878–1942) ausführte.
In den Jahren 1919/20 schuf er die Fenster für den Chor der Kirche St. Martin in Freiburg und im Vorraum von deren Marienkapelle, sein Kriegsopferehrenmal aus Majolika für die Wand des Kreuzgangs konnte nicht verwirklicht werden.
Im Jahr 1927 entwarf er für die Kirche St. Patrick in Brooklyn vierzehn Kreuzwegstationen aus Majolika, die von der Majolika-Manufaktur in Karlsruhe gefertigt wurden, die jedoch nicht dorthin ausgeliefert wurden, sondern sich heute in der Pfarrkirche St. Fides seiner Heimatgemeinde Grafenhausen befinden. Eine zweite Ausführung dieser Kreuzwegstationen schuf er 1929 für den 68. Deutschen Katholikentag in Freiburg, diese befinden sich heute in der Kirche Maria Hilf in Freiburg.
Stritt schuf auch Buchillustrationen und Gebrauchsgraphiken.